# Polydrusus

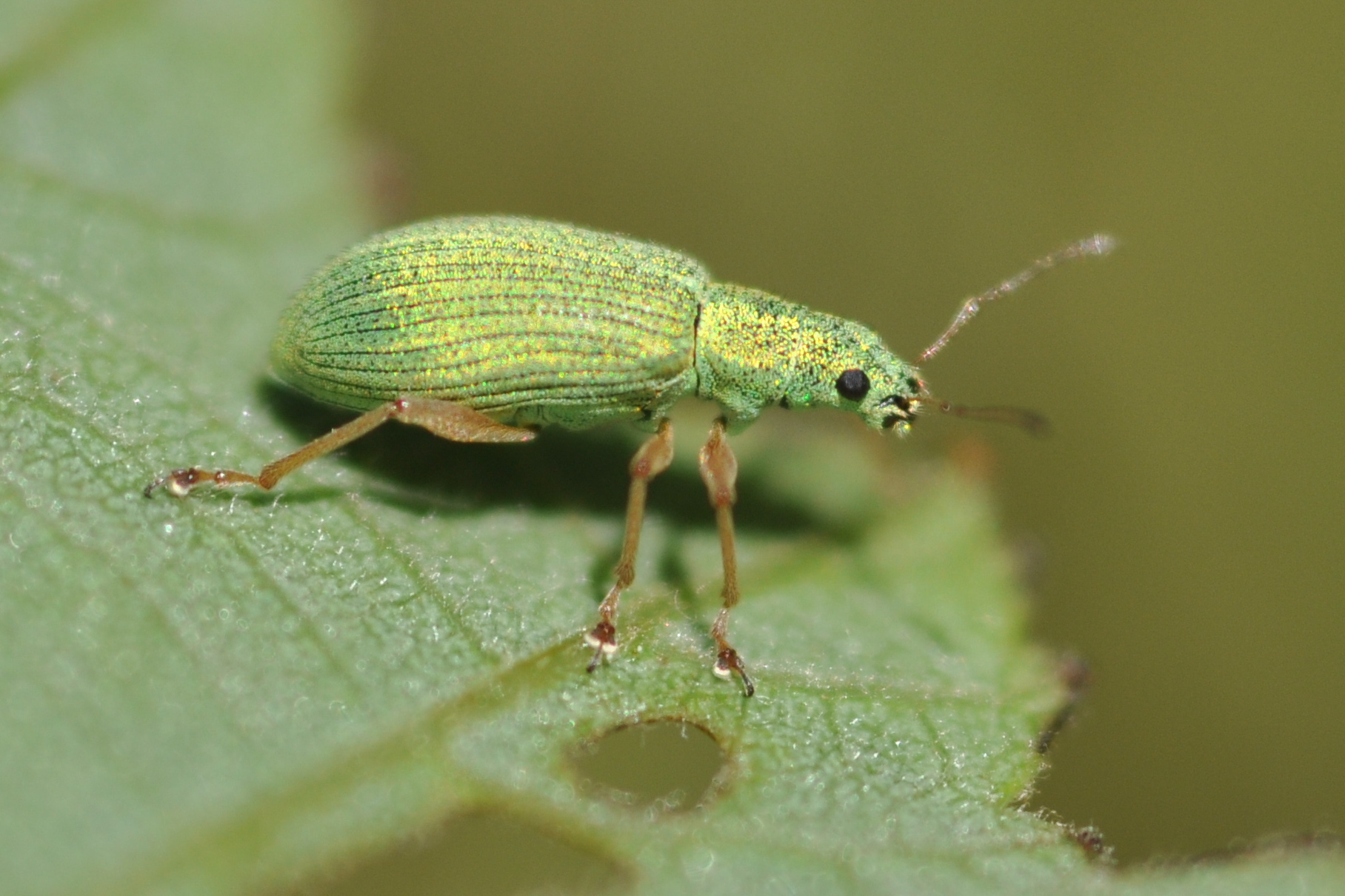
Polydrusus impressifrons

Polydrusus Germar, 1817 è un genere di coleotteri della famiglia dei curculionidi al quale appartengono parecchie decine di specie, alcune delle quali sono comuni nella parte orientale del Nord America e in Europa. Varie di tali specie sono facilmente confodibili con quelle del genere Phyllobius. I due generi non sono però così strettamente imparentati come potrebbe apparire a prima vista.

## Elenco delle specie
Il genere Polydrusus comprende le seguenti specie:
- Polydrusus abbreviatus Desbrochers, 1871 g
- Polydrusus abeillei Desbrochers des Loges, 1869 c g
- Polydrusus acuminatus Champion, 1911 c g
- Polydrusus aeratus (Gravenhorst, 1807) c g
- Polydrusus alaiensis (Faust, 1891) c g
- Polydrusus alchemillae (Hustache, 1929) c g
- Polydrusus alveolus Desbrochers, 1869
- Polydrusus americanus (Gyllenhal, 1834) i c g b
- Polydrusus amoenus (Germar, 1824) c g
- Polydrusus amplicollis Desbrochers des Loges, 1902 c g
- Polydrusus amplipennis Champion, 1911 c g
- Polydrusus analis Schilsky, 1910 c g
- Polydrusus anchoralifer (Chevrolat, 1859) c g
- Polydrusus andalusicus Solari, 1954
- Polydrusus angustus (Lucas, 1854) c g
- Polydrusus apfelbecki Solari, 1926
- Polydrusus archaetypus (Zherikhin, 1971) c g
- Polydrusus armipes Brullé, 1832 c g
- Polydrusus asniensis (Hustache, 1933) c g
- Polydrusus astutus Gyllenhal, 1834 c g
- Polydrusus atlasicus (Kocher, 1961) c g
- Polydrusus augustalisi (Pic, 1910) c g
- Polydrusus aurocupreus Gandhi & Pajni, 1984 c g
- Polydrusus auronitens (D'Amore-Fracassi, 1906) c g
- Polydrusus balearicus (Voss, 1936)
- Polydrusus bardus Gyllenhal, 1834 c g
- Polydrusus bartolii Pesarini, 1975 c g
- Polydrusus baudii (Faust, 1889) c g
- Polydrusus bedeli (Stierlin, 1884) c g
- Polydrusus biovatus (Desbrochers des Loges, 1897) c g
- Polydrusus bisphaericus (Desbrochers des Loges, 1897) c g
- Polydrusus bodemeyeri (Reitter, 1903) c g
- Polydrusus bohemani Kiesenwetter, 1852 c g
- Polydrusus brevicollis Desbrochers des Loges, 1872 c g
- Polydrusus brevipes (Kiesenwetter, 1864) c g
- Polydrusus bulgaricus (Leonhard, 1912) c g
- Polydrusus calabricus (Faust, 1890) c g
- Polydrusus carpathicus Brancsik, 1874 c g
- Polydrusus castilianus K. Daniel & J. Daniel, 1898 c g
- Polydrusus caucasicus (Desbrochers des Loges, 1872) c g
- Polydrusus cephalonicus Apfelbeck, 1922 c g
- Polydrusus cephalotes (Desbrochers des Loges, 1872) c g
- Polydrusus cervinus (Linnaeus, 1758)
- Polydrusus chilensis Kuschel, 1950 c g
- Polydrusus chinensis (Kono & Morimoto, 1960) c g
- Polydrusus chlorogaster Champion, 1911 c g
- Polydrusus chrysocephalodes Hustache, 1946 c g
- Polydrusus chrysocephalus (Chevrolat, 1859) c g
- Polydrusus chrysomela (Olivier, 1807) c g
- Polydrusus clermonti (Pic, 1919) c g
- Polydrusus cocciferae Kiesenwetter, 1864 c g
- Polydrusus confluens Stephens, 1831
- Polydrusus constellatus (Voss, 1959) c g
- Polydrusus corruscus Germar, 1824 c g
- Polydrusus cressius Pic, 1904 c g
- Polydrusus crinipes Germann, 2018 c
- Polydrusus cylindrithorax Desbrochers, 1900
- Polydrusus davatchii (Hoffmann, 1956) c g
- Polydrusus decoratus Woodruff, 1923 i c g
- Polydrusus delicatulus Horn, 1894 c g
- Polydrusus demoflysi Normand, 1951 c g
- Polydrusus deplanatus (Schilsky, 1910) c g
- Polydrusus derosasi Zumpt, 1933 c g
- Polydrusus desbrochersi (Stierlin, 1884) c g
- Polydrusus dilutus Motschulsky, 1849 c g
- Polydrusus djarkentensis (Voss, 1940) c g
- Polydrusus dohrni (Faust, 1882) c g
- Polydrusus elegans Reitter, 1887
- Polydrusus elegantulus (Boheman, 1840) c g
- Polydrusus emmae J. Müller, 1925 c g
- Polydrusus eusomoides (Desbrochers des Loges, 1899) c g
- Polydrusus faillai Desbrochers, 1889 g
- Polydrusus falsosus (Hoffmann, 1963) c g
- Polydrusus femoratus (Stierlin, 1888) g
- Polydrusus ferrugineus (Boheman, 1840) c g
- Polydrusus festae (F. Solari, 1925) c g
- Polydrusus flavipes (De Geer, 1775)
- Polydrusus flavonotatus Champion, 1911 c g
- Polydrusus formosus (Mayer, 1779) c g b  (green immigrant leaf weevil)
- Polydrusus frater (Rottenberg, 1871) c g
- Polydrusus freyi (Zumpt, 1933) c g
- Polydrusus fulvicornis (Fabricius, 1792) c g
- Polydrusus fusciclava (Desbrochers des Loges, 1908) c g
- Polydrusus fuscofasciatus Champion, 1911 c g
- Polydrusus fuscoroseus Desbrochers, 1871
- Polydrusus fuscus (Marshall, 1953) c g
- Polydrusus gemmifer (Guillebeau, 1897) c g
- Polydrusus glabratus (Gyllenhal, 1834) c g
- Polydrusus gracilicornis Kiesenwetter, 1864 g
- Polydrusus grandiceps (Desbrochers des Loges, 1875) c g
- Polydrusus griseomaculatus Desbrochers des Loges, 1869 c g
- Polydrusus guadelupensis Hustache, 1929 c g
- Polydrusus hassayampus Sleeper, 1957 i c g b
- Polydrusus henoni (Allard, 1869) c g
- Polydrusus hirsutipennis (Pic, 1908) c g
- Polydrusus hoppei (Apfelbeck, 1922) c g
- Polydrusus ibericus Stierlin, 1884 c g
- Polydrusus iliensis (Bajtenov, 1974) c g
- Polydrusus immaculatus Champion, 1911 c g
- Polydrusus impar Gozis, 1882 c g
- Polydrusus impressifrons (Gyllenhal, 1834) i c g b  (pale green weevil)
- Polydrusus inopinatus (Binaghi, 1968) c g
- Polydrusus interstitialis Perris, 1864 c g
- Polydrusus inustus Germar, 1824 c g
- Polydrusus ischnotracheloides (Hustache, 1939) c g
- Polydrusus isshikii (Kono, 1930) c g
- Polydrusus japonicus (Hustache, 1920) c g
- Polydrusus jucundus Miller, 1862 c g
- Polydrusus julianus (Reitter, 1916) c g
- Polydrusus juniperi Desbrochers des Loges, 1873 c g
- Polydrusus kadleci Borovec & Germann, 2013 c g
- Polydrusus kahri Kirsch, 1865 c g
- Polydrusus kiesenwetteri (Faust, 1887) c g
- Polydrusus korbi (Stierlin, 1888) c g
- Polydrusus lateralis Gyllenhal, 1834 c g
- Polydrusus latitarsis Hustache, 1929 c g
- Polydrusus lepineyi Hustache, 1946 c g
- Polydrusus leucaspis Boheman, 1840 c g
- Polydrusus longiceps (Schilsky, 1912) c g
- Polydrusus longicornis Champion, 1911 c g
- Polydrusus longus (Stierlin, 1884) c g
- Polydrusus lopatini Meleshko & Korotyaev, 2005 c g
- Polydrusus lucianae Francia, 1985 c g
- Polydrusus luctuosus (Desbrochers des Loges, 1875) c g
- Polydrusus lusitanicus (Chevrolat, 1879) c g
- Polydrusus macrocephalus Champion, 1911 c g
- Polydrusus manteroi (Solari & Solari, 1903) c g
- Polydrusus marcidus Kiesenwetter, 1864 c g
- Polydrusus marginatus (Stephens, 1831) c g
- Polydrusus mariae (Faust, 1882) c g
- Polydrusus maurus (Peyerimhoff, 1925) c g
- Polydrusus mecedanus Reitter, 1908 c g
- Polydrusus minutus (Stierlin, 1884) c g
- Polydrusus modestus (Stierlin, 1864) c g
- Polydrusus mogadoricus (Escalera, 1914) c g
- Polydrusus mollicomus (Peyerimhoff, 1920) c g
- Polydrusus mollis (Stroem, 1768) c g
- Polydrusus moricei Pic, 1903 c g
- Polydrusus mutabilis Champion, 1911 c g
- Polydrusus nadaii Meleshko & Korotyaev, 2005 c g
- Polydrusus neapolitanus Desbrochers des Loges, 1872 c g
- Polydrusus nothofagi Kuschel, 1950 c g
- Polydrusus obesulus Faust, 1882 c g
- Polydrusus obliquatus (Faust, 1884) c g
- Polydrusus obrieni Korotyaev, Ismailova & Meleshko, 2003 c g
- Polydrusus ochreus (Fall, 1907) i c g b
- Polydrusus pallidisetis Champion, 1911 c g
- Polydrusus pallidus (Gyllenhal, 1834) g
- Polydrusus pallipes (Lucas, 1849) c g
- Polydrusus paradoxus Stierlin, 1859 c g
- Polydrusus parallelus (Chevrolat, 1860) c g
- Polydrusus partitus Champion, 1911 c g
- Polydrusus pauper (Stierlin, 1890) c g
- Polydrusus pedemontanus (Chevrolat, 1869) c g
- Polydrusus peninsularis Horn, 1894 c g
- Polydrusus pici Schilsky, 1910 c g
- Polydrusus picus (Fabricius, 1792) c g
- Polydrusus piliferus Hochhuth, 1847 c g
- Polydrusus piligerus Stierlin, 1884 c g
- Polydrusus pilosulus Chevrolat, 1865 c g
- Polydrusus pilosus Gredler, 1866 c g
- Polydrusus pirazzolii Stierlin, 1857 c g
- Polydrusus pistaciae (Kiesenwetter, 1864) c g
- Polydrusus planifrons (Gyllenhal, 1834) c g
- Polydrusus ponticus Faust, 1888 c g
- Polydrusus prasinus Olivier, 1790
- Polydrusus privatus (Normand, 1949) c g
- Polydrusus pterygomalis (Boheman, 1840) c g
- Polydrusus pulchellus Stephens, 1831
- Polydrusus pyrenaeus Tempère, 1976
- Polydrusus quadraticollis (Desbrochers des Loges, 1902) g
- Polydrusus raverae Solari & Solari, 1903 c g
- Polydrusus reitteri Stierlin, 1884 c
- Polydrusus rhodiacus Schilsky, 1912 c g
- Polydrusus roseiceps Pesarini, 1975 c g
- Polydrusus roseus (Blanchard, 1831) c g
- Polydrusus rubicundus Pesarini, 1973 c g
- Polydrusus rufulus (Hochhuth, 1847) c g
- Polydrusus scapularis Pesarini, 1975 c g
- Polydrusus schwiegeri Reitter, 1908 c g
- Polydrusus sciaphiliformis Apfelbeck, 1898 c g
- Polydrusus scutellaris (Chevrolat, 1860) c g
- Polydrusus seidlitzi Schilsky, 1910 c g
- Polydrusus senex Chevrolat, 1866 c g
- Polydrusus sericeus (Schaller, 1783) i
- Polydrusus setifrons (Jacquelin du Val, 1852) c g
- Polydrusus sicanus Chevrolat, 1860 c g
- Polydrusus sichuanicus Korotyaev & Meleshko, 1997 c g
- Polydrusus siculus Desbrochers des Loges, 1872 g
- Polydrusus sirdariensis (Bajtenov, 1974) c g
- Polydrusus smaragdulus (Fairmaire, 1859)
- Polydrusus solarii Pesarini, 1975 c
- Polydrusus sparsus Gyllenhal, 1834 c g
- Polydrusus spiniger (Desbrochers des Loges, 1897) c g
- Polydrusus splendens F. Solari, 1909 c g
- Polydrusus stierlini Schilsky, 1910 c g
- Polydrusus subalpinus Petri, 1912 c g
- Polydrusus subcyaneus (Desbrochers des Loges, 1872) c g
- Polydrusus subglaber (Desbrochers des Loges, 1870) c g
- Polydrusus subnotatus Schilsky, 1910 c g
- Polydrusus talamellii Pesarini, 1999 c g
- Polydrusus tereticollis (De Geer, 1775) c g
- Polydrusus tibialis (Gyllenhal, 1834) c g
- Polydrusus tinauti Alonso-Zarazaga, 2013 c g
- Polydrusus tonsus (Desbrochers des Loges, 1897) c g
- Polydrusus transalpinus K. Daniel & J. Daniel, 1906 c g
- Polydrusus transjordanus Germann, 2018 c
- Polydrusus tscharynensis (Bajtenov, 1971) c g
- Polydrusus turanensis (Faust, 1891) c g
- Polydrusus turcicus Meleshko & Korotyaev, 2003 c g
- Polydrusus vagepictus (Desbrochers des Loges, 1892) c g
- Polydrusus variegatus Desbrochers, 1870 g
- Polydrusus villosithorax Apfelbeck, 1922 c g
- Polydrusus virbius (Reitter, 1899) c g
- Polydrusus virens Kiesenwetter, 1864
- Polydrusus virginalis (Faust, 1888) c g
- Polydrusus viridicinctus Gyllenhal, 1834 c g
- Polydrusus viridimarginalis Hustache, 1946 c g
- Polydrusus vodozi (Desbrochers des Loges, 1903) g
- Polydrusus vulpeculus Hustache, 1946 c g
- Polydrusus wymanni Borovec & Germann, 2013 c g
- Polydrusus xanthopus Gyllenhal, 1834 c g
- Polydrusus yunakovi Alonso- Zarazaga, 2013 c g
- Polydrusus zumpti Voss, 1958 c g
- Polydrusus zurcheri (Schilsky, 1912) g

Fonti dei dati: i = ITIS, c = Catalogue of Life, g = GBIF, b = Bugguide.net